# La sposa dai due volti
La sposa dai due volti è un dipinto a olio su tela (99x72 cm) realizzato nel 1927 dal pittore Marc Chagall.
Fa parte di una collezione privata.